# Catherine Fox
Catherine Mai Lan Fox (Roeland Park, Kansas, 15. prosinca 1977.) je američka plivačica.
Dvostruka je olimpijska pobjednica u plivanju.